# Jana tantalus
Jana tantalus är en fjärilsart som beskrevs av Herrich-Schäffer 1854. Jana tantalus ingår i släktet Jana och familjen Eupterotidae. Inga underarter finns listade i Catalogue of Life.